# Paradelia ogilviensis
Paradelia ogilviensis är en tvåvingeart som beskrevs av Griffiths 1987. Paradelia ogilviensis ingår i släktet Paradelia och familjen blomsterflugor. Inga underarter finns listade i Catalogue of Life.